# Близнаци
Вижте пояснителната страница за други значения на Близнаци.
Близнаци е потомство от две или повече на брой деца, плод на една и съща бременност.

## Видове
Близнаците биват еднояйчни (идентични) и двуяйчни (или разноячни).
- Еднояйчните близнаци се развиват от един сперматозоид и една зигота разделена на няколко ембриона. Еднояйчните близнаци, макар и генетично много подобни, не са генетично абсолютно еднакви. ДНК в белите кръвни клетки на 66 двойки еднояйчни близнаци е изследвана за 506 786 вида едноядрен нуклеотиден полиморфизъм, за които се знае, че се срещат в човешката популация. Полиморфизми са се появили в 2 от 33 милиона сравнения, което кара изследователите да екстраполират, че кръвните клетки на еднояйчните близнаци може да имат от порядъка на една разлика в последователността на ДНК на всеки 12 милиона нуклеотиди, което би означавало стотици разлики в целия геном.[3] Еднояйчните близнаци са от един и същи пол (освен някои редки малформации) и са трудно различими. Дори и еднояйчните близнаци обаче имат различни пръстови отпечатъци. Това се дължи на леките разлики в средата и докосваните неща, докато се образуват линиите по кожата по време на растежа в утробата.
- Двуяйчните близнаци се развиват от две (понякога и три) различни яйцеклетки. При двуяйчните близнаци всяка яйцеклетка е оплодена от отделен сперматозоид, като това може да бъде извършено дори в различни дни, тъй като овулацията продължава различно.[4] Двуяйчните близнаците имат по-голяма разлика в своята ДНК от еднояйчните и могат да бъдат от различни полове, цвят на кожата и дори от различни бащи. При редки отклонения в овулацията е възможно и оплождане на яйцеклетка, отделена по време на вече започналата бременност.

С развитието на инвитро оплождането се увеличава броя на бременностите с две, три и повече изкуствено оплодени яйцеклетки, от които често се раждат близнаци.
Вероятността за естествена бременност с близнаци при хората варира в границите на 0,7 до 1,5 % или средно веднъж на 104 бременности.

## Предпоставки
Няма открита наследственост при еднояйчните близнаци, но наличието на двуяйчни близнаци в родословната линия на майката, увеличава шанса от бременност с двуяйчни близнаци, тъй като хиперовулацията се предава по наследство. Хиперовулация се получава и след продължителен прием на контрацептиви, поради което при прекъсване на приема им също се увеличава шанса за близнаци.

## Проблеми
Отделно от проблемите, свързани със самата бременност, съществуват и редица специфични усложнения:
- Синдром на изчезващия близнак – когато в началната фаза на развитието, единия ембрион се абсорбира от другия, от плацентата или от матката;
- Функционално нежив близнак – ембрионът се развива в някаква степен до фетус, но не се доразвива, а остава прикрепен в утробата.
- Паразитен близнак – единият фетус се развива забавено в тялото на другия, като понякога се налага хирургическото му отсраняване;
- Общи части от телата на близнаците (т.нар. сиамски близнаци);
- Сиамски близнаци с различно развитие – вариант, при който единият или двата близнака не могат да съществуват отделно поради липса на развити жизненоважни органи;
- Вътреутробна смърт на единия близнак.

## Рискове
Основните рискове са свързани с недоносоването. Продължителността на бременността с близнаци е вероятно да е по-кратка от единичната бременност, като близнаците се раждат средно през 37-ата гестрационна седмица, поради нарастващия риск от усложнения. Често близнаците се раждат преждевременно и с по-малко тегло (средно 2,5 kg, при нормално тегло за новородено от 3 до 4 kg). Поради физически ограничения на вътреутробното движение и невъзможността им да се завъртят правилно, близнаците често се раждат с цезарово сечение, като е възможно единият близнак да бъде роден естествено, а за другия да се наложи цезарово сечение.

## Интересни факти
- Поради едновременното си развитие близнаците често развиват собствен таен език, неразбираем за другите; този феномен се нарича криптофазия (от гръцки, крипто – таен и фазия – език).[8]
- Най-известните близнаци в древногръцката митология са Кастор и Полидевк, и римският вариант Кастор и Полукс. От тях произлиза наименованието на съзвездието и зодията Близнаци. Според мита Кастор и Полидевк са двама братя близнаци, родени заедно с две сестри близначки (Хубавата Елена и Клитемнестра).
- „Двойната Лотхен“ от Ерих Кестнер е история, базирана на разделени скоро след раждането им еднояйчни близначки. Послужила е за много сюжети и адаптации.
- Членовете на популярния български дует „Братя Аргирови“, Благовест и Светослав Аргирови са близнаци.[9]
- Пластичният хирург д-р Ангел Енчев има брат близнак Невен.[10]
- Гергана Паси – български политик, има сестра близначка Михаела.
- И двете сестри близначки Ивайла и Божидара Бакалови са в модния бизнес, но първата е модел, а втората е дизайнер.
- Моделът Жизел Бюндхен има двуяйчна близначка Патриция (Патриша) родена 5 минути след нея.
- Известните сестри едноячни близначки Мери-Кейт и Ашли Олсен започват актьорската си кариера съвсем малки, като играят една и съща роля в тв сериала „Пълна къща“.[9]
- Актьорът Ащън Къчър има разнояйчен близнак Майкъл, болен от церебрална парализа.
- Канадската певица Аланис Морисет е по-голяма с 12 минути от своя брат близнак Уейд.
- Актьорът Вин Дизел има близнак Пол.
- Актрисата Изабела Роселини има близначка Изота.
- Актьорът Кийфър Съдърланд има близначка Рейчъл.
- Актрисата Скарлет Йохансон има брат близнак Хънтър Йохансон.
- Актьорът Джовани Рибизи има близначка – Мариса Рибизи, също актриса.
- Актьорът Анди Гарсия е роден в столицата на Куба – Хавана с паразитен близнак в рамото, отстранен хирургически впоследствие.[11]
- Двамата певци Елвис Пресли и Джъстин Тимбърлейк са имали близнаци починали скоро след раждането.[9]
- Полските политици Лех (починал 2010 г.) и Ярослав Качински са близнаци.

## Погрешни схващания
- Наименованията „тризнаци“ за три деца близнаци („четиризнаци“ за четири и т.н.) са погрешни. Правилното назоваване е „трима (четирима и т.н.) близнаци“, съотв. за ж.р. "три/четири близначки", или "тройка/четворка близнаци", тъй като произхода на думата е от праславянския корен „близн-“ за близко, близост. Грешните думи се дължат на аналогия с различните по смисъл, но подобни като звучене, двузначен, многозначен и т.н., но при тях коренът на думата е „знак“.[12]
- Често срещана заблуда е, че родените в една плацента близнаци са непременно еднояйчни. Една трета от еднояйчните близнаци са с различни плаценти, а при двуяйчните близнаци плацентите могат да се слеят в една обща.[5]
- Не е задължително близнаците да се родят в рамките на един ден и дори един месец, макар второто да е рядко срещано.